# Hans Tobiesen
Hans Beyer Tobiesen (7. august 1881 – 26. april 1953) var en dansk skibsreder og kunstsamler. 
Han skabte en samling, der omfattede omkring 400 malerier af danske kunstnere foruden møbler og kunsthåndværk, dog med hovedvægten på dansk kunst i 1800-tallet, fra Jens Juel og Eckersberg og den danske guldalder til L.A. Ring og Vilhelm Hammershøi og Fynboerne. 
|  | Artiklen om Hans Tobiesen kan blive bedre, hvis der indsættes et (bedre) billede Du kan hjælpe ved at afsøge Wikimedia Commons for et passende billede eller uploade et godt billede til Wikimedia Commons iht. de tilladte licenser og indsætte det i artiklen. |